# Anthrax insulanus
Anthrax insulanus är en tvåvingeart som beskrevs av Marston 1970. Anthrax insulanus ingår i släktet Anthrax och familjen svävflugor. Inga underarter finns listade i Catalogue of Life.